# Francia en los Juegos Olímpicos de Calgary 1988
Francia estuvo representada en los Juegos Olímpicos de Calgary 1988 por un total de 68 deportistas que compitieron en 9 deportes.  
La portadora de la bandera en la ceremonia de apertura fue la esquiadora alpina Catherine Quittet.

## Medallistas
El equipo olímpico francés obtuvo las siguientes medallas:
| Nombre         | Deporte      | Competición    |
| -------------- | ------------ | -------------- |
| Oro            |              |                |
| Franck Piccard | Esquí alpino | Supergigante M |
| Plata          |              |                |
| —              |              |                |
| Bronce         |              |                |
| Franck Piccard | Esquí alpino | Descenso M     |